# Пригоди Вєрки Сердючки
«Пригоди Вєрки Сердючки» (рос. Приключения Верки Сердючки) — музичний пригодницький фільм з Андрієм Данилко у головній ролі. Прем'єра комедії була 31 грудня 2005 року на телеканалі «Інтер».

## Сюжет
Це історія про українську Попелюшку. Вєра Сердюк (Андрій Данилко) з дитинства мріє стати відомою артисткою. Для здійснення своєї мрії дівчина, закінчивши школу, їде до столиці, де і починаються її пригоди…

## В ролях
| Актор                | Роль                                    |
| -------------------- | --------------------------------------- |
| Андрій Данилко       | Вєрка Сердючка                          |
| Інна Білоконь        | Інна Адольфівна, мама Вєри              |
| Роман Богданов       | Рома, друг дитинства                    |
| Сергій Бедило        | Ілюша Кобилко                           |
| Микола Олійник       | Микола Петрович, директор школи         |
| Тамара Яценко        | Людмила Василівна, вчителька хімії      |
| Тетяна Шеліга        | вчителька малювання                     |
| Володимир Горянський | Яків Степанович, вчитель співів         |
| Олег Прімогенов      | Олег Іванович, вчитель фізкультури      |
| Віктор Цекало        | Арчібальд Сігізмундович, директор цирку |
| Ніна Шаролапова      | Ася Карпівна, провідниця                |
| Ольга Когут          | Леся, провідниця                        |
| Філіпп Кіркоров      | камео                                   |
| Оксана Борбат        | Діана                                   |
| Артем Мартинишин     | Гудзенко, однокласник Вєри              |
| Армен Джигарханян    | закадровий текст                        |

## Знімальна група
- Режисер-постановник: Семен Горов
- Автори сценарію: Семен Горов, Андрій Данилко, Григорій Ховрах
- Оператор: Олексій Степанов
- Композитор: Андрій Данилко
- Текст пісень: Андрій Данилко, Аркадій Гарцман, Любаша
- Продюсер: Владислав Ряшин

## Пісні
| №  | Назва пісні              | Автор музики   | Автор слів                     | Виконавиця     |
| -- | ------------------------ | -------------- | ------------------------------ | -------------- |
| 1. | «Хорошо красавицам»      | Любаша         | Любаша                         | Вєрка Сердючка |
| 2. | «Киевский вокзал»        | Любаша         | Любаша                         | Вєрка Сердючка |
| 3. | «Люби меня»              | Любаша         | Любаша                         | Вєрка Сердючка |
| 4. | «Плакать или радоваться» | Любаша         | Любаша                         | Вєрка Сердючка |
| 5. | «А я смеюсь»             | Любаша         | Любаша                         | Вєрка Сердючка |
| 6. | «Помада»                 | Андрій Данилко | Андрій Данилко Аркадій Гарцман | Вєрка Сердючка |
| 7. | «Трали-вали»             | Любаша         | Любаша                         | Вєрка Сердючка |